# Leo Herrmann (Journalist)
Leo Herrmann (geboren 1888 in Landskron, Österreich-Ungarn; gestorben 1951 in Jerusalem) war ein tschechoslowakischer Journalist und Zionist.

## Leben
Leo Herrmann war ein Cousin des Schriftstellers Hugo Herrmann. Er studierte Jura an der Karls-Universität Prag. Herrmann wurde 1906 Mitglied des Prager Vereins der jüdischen Hochschüler Bar Kochba. Er war 1908/1909 sein Vorsitzender, als er Martin Buber nach Prag einlud, der dort seine Drei Reden über das Judentum hielt. Herrmann war von 1910 bis 1913 Herausgeber der zionistischen Wochenzeitung Selbstwehr. Er schrieb auch für die Jüdische Volksstimme in Brünn und die Jüdische Zeitung in Wien.
Im Jahr 1913 zog er nach Berlin, wo er als Sekretär der WZO World Zionist Organization arbeitete. Er wurde als Nachfolger von Hugo Herrmann Chefredakteur der Jüdischen Rundschau. Herrmann veröffentlichte 1914 eine Schrift über Nathan Birnbaum und die Streitschrift Im Kampf um die hebräische Sprache. Seine Aufsatzsammlung Die Treue erschien 1916. Er förderte Martin Bubers Zeitschrift Der Jude, die 1916 erstmals erschien. Nach Kriegsende gehörte Herrmann zur tschechoslowakischen Delegation bei der Versailler Friedenskonferenz.
Mit Berthold Feiwel gründete er 1920 den Spendenfonds Keren Hayesod und wurde dessen Generalsekretär, zunächst in London und ab 1926 in Jerusalem im britischen Völkerbundsmandat für Palästina. Herrmann ließ mehrere Propagandafilme zur jüdischen Besiedlung Palästinas produzieren, darunter Le-Ḥayim ḥadashim (1934/35), Vorgänger der etwas bekannteren namensgleichen Version (1935).
Da er seine Vorstellung eines binationalen Palästina im Sinne des Brit Shalom durch die Mehrheit der Zionisten und die jüdischen Einwanderer boykottiert sah, drohte er 1929 mit der Kündigung bei Keren Hayesod, blieb aber letztlich doch in seinem Amt.

## Schriften (Auswahl)
- Nathan Birnbaum : Sein Werk und seine Wandlung. Berlin : Jüdischer Verlag, 1914
- National capital in the Jewish national home : the task and achievements of the Keren Hayesod. Jerusalem : Keren Hayesod, 1941